# Nancagua
Nancagua ist eine Stadt und Gemeinde in der Provinz Colchagua in der Región del Libertador General Bernardo O’Higgins in Chile. Bei der Volkszählung im Jahr 2017 hatte sie 17.833 Einwohner. Die Gemeinde erstreckt sich über eine Fläche von 111,3 km².

## Bevölkerung
Laut der Volkszählung des Nationalen Statistikinstituts von 2002 hatte Nancagua 15.634 Einwohner (7959 Männer und 7675 Frauen). Von diesen lebten 9264 (59,3 %) in städtischen Gebieten und 6370 (40,7 %) auf dem Land. Die Bevölkerung wuchs zwischen den Volkszählungen von 1992 und 2002 um 8,5 % (1220 Personen). Im Jahr 2017 zählte man 17.833 Personen.

## Kultur und Sehenswürdigkeiten
- Das Stadttheater von Nancagua ist das älteste Stadttheater in der Provinz Colchagua mit einer Kapazität für 502 Zuschauer.[3] Aufgrund des Erdbebens von 1985 war es mehr als 18 Jahre lang unbenutzbar.
- Die Kirche Nuestra Señora de La Merced, ein in den Formen des Klassizismus errichteter Ziegelbau, wurde in der Vergangenheit mehrmals durch Erdbeben beschädigt und 2010 in seiner jetzigen Form restauriert. Auch die beiden Säulen in dem dominanten Portikus des Gebäudes, wurden aus Ziegeln gebaut.
- Das Santuario de Puquillay befindet sich 4 Kilometer südlich von Nancagua im Sektor Puquillay an exponierter Lage auf einem Hügel, zu dem ein Prozessionsweg führt. Auf einem hohen, mehrstufigen Sockel befindet sich eine farbig gefasste Skulptur einer Maria Immaculata. Hergestellt in Frankreich, wurde sie hier nach dem Erdbeben von 1906 im Jahr 1908 installiert. Zu Füßen des Monuments befindet sich ein Saal für die Pilger.[4]
- Das Centro cultural la Casona ist ein Kulturzentrum, das 1887 als Haus der Nancagua Hacienda, einem Herrenhaus, gebaut wurde und Juana Ross de Edwards gehörte. Seit 1962 wird es als städtisches Gebäude genutzt, damals war es das Rathaus. Nach dem Erdbeben vom 27. Februar 2010 und infolge der großen Schäden wurde das Gebäude völlig neu geplant und 2015 als Kulturzentrum wiedereröffnet.[5]